# La leggenda di Bobby Z
La leggenda di Bobby Z (The Death And Life Of Bobby Z) è un romanzo di Don Winslow, pubblicato nel 1997.
Nel 2013 il romanzo è stato ripubblicato in Italia con il titolo Morte e vita di Bobby Z.
Dall'opera, nel 2007, è stato tratto il film Bobby Z - Il signore della droga (The Death and Life of Bobby Z) per la regia di John Herzfeld.

## Trama
(Don Winslow, La leggenda di Bobby Z)
Tim Kearney è un ladro pregiudicato. Per evitare uno dei tanti arresti, si era arruolato nei marines partecipando alla Guerra del Golfo, meritandosi una medaglia. Tuttavia il suo carattere impulsivo e la sua sfortuna lo hanno presto ricondotto in prigione per furto. Nel carcere di San Quintino è stato costretto a uccidere un altro detenuto, "Stinkdog", il capo di una banda di Hells Angels che lo voleva morto. Tim si è rassegnato a essere condannato all'ergastolo e quindi, prima o poi, a essere ucciso dai compagni di "Stinkdog" per vendetta. Inaspettatamente il poliziotto Tad Gruzsa della DEA si accorge della sua eccezionale somiglianza con Bobby Z, un importante narcotrafficante californiano recentemente morto dopo l'arresto.
Gruzsa offre a Tim la libertà nel programma protezione testimoni purché collabori con la DEA prendendo l'identità di Bobby Z, consegnandosi a Don Huertero, a capo di un cartello della droga messicano. Il criminale lo vuole libero e ha proposto alla polizia lo scambio di Bobby Z con un poliziotto infiltratosi nel cartello ma scoperto e catturato. Tim si sostituisce a Bobby Z dopo aver studiato il passato del trafficante di droga californiano, le sue abitudini e dopo essersi sottoposto a un intervento chirurgico per riprodurre sulla sua fronte la stessa cicatrice a forma di "Z" che ha fatto acquistare a Bobby quel soprannome. Durante il fortunoso scambio di ostaggi, finito con una sparatoria e con la morte del poliziotto Jorge Escobar, Tim viene preso in consegna da Brian Cervier, un trafficante di migranti messicani clandestini e ospitato nella sua villa al confine. Qui conosce la giovane Elizabeth e Kit, undicenne orfano affidato alla ragazza. Elizabeth era stata l'amante di Bobby Z e, credendo Tim la sua vecchia fiamma, ha una relazione con lui. Elizabeth riferisce a Tim che Kit è il figlio di Bobby Z e che in realtà quest'ultimo non è ospite di Cerver, ma suo prigioniero, poiché ben presto arriverà Don Huertero che lo vuole morto per motivi non chiari. Tim riesce a fuggire con Kit e torna in California, prende contatto con "il Monaco", il contabile di Bobby Z, tentando di capire il motivo per cui Don Huertero lo vuole uccidere. Nel frattempo Cerver scopre che Elizabeth ha messo in guardia Bobby Z spingendolo a fuggire e la tortura per estorcerle indizi per catturare il fuggitivo. Non appena Don Huertero giunge alla villa, scopre la fuga di Bobby Z e, risentito, tortura e uccide Cervier per punirlo per la sua incompetenza; contemporaneamente risparmia la vita a Elizabeth e a Bill Johnson minacciandoli di ucciderli se non riescano entro breve a ritrovare Bobby Z.
Tim durante un incontro con il Monaco sfugge a un agguato, grazie anche all'intervento del piccolo e coraggioso Kit: Tim capisce che il Monaco ha distolto molti fondi dai conti di Bobby Z e che ha tradito gli impegni presi con il cartello di Don Huertero, attirando su di lui la sua vendetta. Tim viene raggiunto in California da Elizabeth che gli confessa di non averlo mai creduto Bobby Z ma di amarlo comunque. La donna però lo tradisce consegnando Kit a Don Huertero come ostaggio e costringendo Tim a consegnarsi all'uomo. Tim è braccato contemporaneamente da Bill Johnson, dagli amici di Stinkdog che, nel frattempo, sono riusciti a rintracciarlo, dai parenti di Jorge Escobar cui Grouza ha fatto credere che il poliziotto fosse stato ucciso da Bobby Z e dallo stesso Grouza, che si scopre colluso con il vero Bobby Z, fintosi morto.
Tim sfugge a un agguato di Bill Johnson che viene ucciso da un amico di Stinkdog e si presenta all'appuntamento con Don Huertero; qui scopre che l'uomo non lo vuole morto per motivi legati al traffico di droga, ma per vendicare la morte della figlia Angelica, già amante di Bobby Z e da questi abbandonata disperata, e morta per overdose. Don Huertero, folle d'odio, vuole anche uccidere Kit per ritorsione. Elizabeth, anche lei sul luogo dell'incontro, spiazza Don Huertero confessando che Kit è il figlio di Angelica e quindi suo nipote. Nel frattempo giungono sul luogo gli altri avversari di Bobby Z che si eliminano a vicenda. Don Huertero muore accoltellato da Elizabeth, Gruzsa viene ucciso dagli uomini di Don Hertero e il vero Bobby Z viene freddato da un killer assoldato dai parenti di Escobar, mentre Tim, Elizabeth e Kim riescono a fuggire a bordo di una barca di proprietà di Bobby Z, dopo essersi impossessati di tre milioni di dollari nascosti nell'imbarcazione. I tre, insieme, si rifaranno una vita lontano dalla California.

## Personaggi
Tim KearneyVentisettenne, eroe della Guerra del Golfo, ladro plurigiudicato, riscghia l'ergastolo per omicidio. Per la sua eccezionale somiglianza con Bobby Z dalla DEA gli viene proposta la libertà purché accetti di impersonare Bobby Z durante uno scambio di ostaggi con un cartello del narcotraffico.
Bobby ZIl suo vero nome è Robert James Zacharia. Leggendario surfista californiano, schivo narcotrafficante. Pochi lo conoscono personalmente. In Thailandia un affare con narcotrafficanti locali va a monte. Braccato da questi, ammalatosi gravemente, si consegna alla DEA per essere curato. Viene creduto morto per infarto poco dopo l'arresto.
Tad GruzsaPoliziotto della DEA, propone a Tim l'immunità dalle accuse di omicidio in cambio della sua collaborazione. In realtà è in combutta con Bobby Z che non è morto ma vuole che Tim venga ucciso dai suoi nemici al suo posto.
Jorge EscobarPoliziotto della DEA, e collaboratore di Tad Gruzsa. Viene da questi ucciso per avere via libera al suo piano.
Don HuerteroPericolosissimo narcotrafficante, a capo di uno maggiori cartelli messicani della droga. Vuole Bobby Z morto.
Arthur MorenoPoliziotto infiltrato nel cartello di Don Huertero. Scoperto viene preso in ostaggio da scambiare con la polizia in cambio di Bobby Z. Viene ucciso durante lo scambio.
Brian CervierTrafficante di migranti messicani clandestini. Su ordine di Don Huertero, nella sua villa dà rifugio Tim. Il piano è di trattenerlo fino a quando Don Huertero non arrivi per uccidere quello che tutti credono essere Bobby Z. Essendosi fatto scappare Tim, verrà torturato e quindi ucciso dal pericoloso narcotrafficante.
Bill JohnsonCapo della sicurezza di Brian Cervier. Costretto a ritrovare Tim su ordine di Don Huertero per avere salva la vita.
Lobo RojasCacciatore cahuilla, assoldato da Bill Johnson per ritrovare e uccidere Tim.
Il MonacoAlias James P. McGoyne, è il contabile di Bobby Z. Si scoprirà aver distolto molti fondi dai conti di Bobby Z, non aver mantenuto gli impegni presi con un cartello della droga, attirando su di lui la vendetta dei narcotrafficanti truffati.
ElizabethEx amante di Bobby Z e sua vecchia amica. Pur conscia che Tim non è chi dice di essere finge di crederlo Bobby Z, avendo con lui una relazione. Gli salverà inizialmente la vita, salvo poi, messa alle strette e minacciata di morte, consegnarlo a Don Huertero. Salvatasi fortunosamente, fuggirà con Tim e Kit rifacendosi una vita.
AngelicaFiglia di Don Huertero e amante di Bobby Z; abbandonata dall'uomo disperata, si dà alla droga, morendo di overdose.
KitIl figlio undicenne mai riconosciuto di Bobby Z e di un'amica di Elizabeth. Il bambino, affidato a Elizabeth, stringerà un forte rapporto di amicizia con Tim. Alla fine del romanzo si scoprirà essere il figlio di Angelica e quindi il nipote di Don Huertero.

## Seguito
Tim Kearney, Elizabeth e il piccolo Kit, divenuto nel frattempo un vigoroso diciassettenne asso del surf, ricompariranno poi ad Hanalei, nelle Hawaii, nel racconto Paradise contenuto nella raccolta Broken pubblicata nel 2020. Nella storia i tre si ritroveranno ad interagire con Ben, Chon e O, i protagonisti de Le belve e  de I re del mondo.

## Edizioni
- (EN) Don Winslow, The Death And Life Of Bobby Z, 1ª ed., Knopf, 1997.
- Don Winslow, La leggenda di Bobby Z, traduzione di Annamaria Biavasco e Valentina Guani, Rizzoli, 1997, ISBN 9788817845243.
- Don Winslow, Morte e vita di Bobby Z, traduzione di Alfredo Colitto, Stile libero big, Bompiani, 2013, ISBN 9788806212650.